# Google 検索
Google 検索（グーグルけんさく、英: Google Search）またはGoogle ウェブ検索（グーグルウェブけんさく、英: Google Web Search）はGoogleが提供する検索エンジンで、World Wide Web上で最も多く使われている検索エンジンである。Googleは様々なサービスを通して毎日数億件の検索クエリを受け付けている。Google 画像検索などとは異なり、Google検索はウェブページ内のテキストデータを探し出すことを主な目的としている。1997年、ラリー・ペイジとセルゲイ・ブリンが開発したのが始まりである。
Google検索は本来の単語検索機能に加えて22種類以上の特殊機能を提供している。例えば、天気、株価検索、地図、映画検索、（電車の）乗換案内などがある（言語によって提供する機能が異なる。詳しくは「特殊機能」の節へ）。数値に関する特殊機能として、数値範囲検索 (70..73)、通貨換算、単位変換（"10.5cmをインチで" など）、電卓機能（ 3*4+sqrt(6)-pi/2 を計算）、荷物の配達状況、郵便番号といった機能があり、表示されたページをGoogle翻訳を使用して翻訳するなどの機能もある。
Google検索の検索結果ページでの表示順序は、主に「ページランク」と呼ばれるランク付けに基づいている。Google検索は様々なカスタマイズオプションを提供しており（「検索オプション」節参照）、除外 ("-xx")、選択肢 ("xx OR yy")、ワイルドカード ("x * x") といったブーリアン演算子もある。

## 検索エンジン

### ページランク
Googleが成功した大きな理由の1つがページランクと呼ばれる特許取得済みのアルゴリズムであり、これによって検索文字列に最も適したウェブページを上位に表示できる。Google以前の主な検索エンジンはキーワードに基づいて検索結果の順位付けをしていた。それは、検索文字列がそのページ内に出現する頻度を順位付けの基本とし、それによって検索文字列とそのページの関連性の強さを評価していた。これに対してページランク・アルゴリズムでは、重要とされるページからリンクされている数を評価の基本とする。リンク元ページの重要度もページランクで決定されるため、そのアルゴリズムは再帰的になる。Googleはページランクだけでなく様々な指標を検索結果の順位付けに追加しており、今では200以上の異なる指標を使っているという。不当な順位の操作を防ぐためと、競合他社への優位を確保するため、詳細は秘密にされている。

### 検索結果
Googleが索引付けしたウェブページの正確な割合は不明であり、正確に計算するのも非常に難しい。Googleはウェブページを索引付けしてキャッシュするだけでなく、PDF、Word文書、Excelのスプレッドシート、Flashファイル、プレーンテキストファイルなど、様々な種類のファイルの「スナップショット」をとっている。プレーンテキストやFlashファイル以外は (X)HTML に変換したものをキャッシュしており、対応するビューアやアプリケーションがなくても閲覧できるようにしている。
ユーザーは検索エンジンのカスタマイズとして、デフォルトの言語を設定したり、「セーフサーチ」機能でフィルタリングを設定したり、1ページに表示する検索結果数を設定したりできる。これらの設定はcookieとしてユーザーのコンピュータに長期的に保持しており、またユーザーが検索した単語の履歴を1年以上もの長期に渡ってcookieの形で保持している。

### 索引付け不可能なデータ
索引付けできないがオンラインで利用可能なデータはインターネット上に多数存在する。それらを深層Webなどと呼ぶが、Googleも含めた検索エンジンはそのようなデータをほとんどカバーしていない。深層Webには、図書館の図書目録、立法府など政府機関の公文書、電話帳、あるいはデータベースへの動的なクエリによって生成されるコンテンツなどが含まれる。
国によってはプライバシー保護の観点から一部のリンクを示すことを禁じている。例えば日本やスイスでは各個人が自分の名をGoogleの検索結果で見つけた場合、その削除をGoogleに要求できる。

### 最適化
Google検索は最もよく使われる検索エンジンであるため、多くのウェブサイトはGoogleの検索結果で上位に表示されるようになる方法を熱心に探究している。そして、そのような方法をアドバイスするコンサルタント業も発生した。これを検索エンジン最適化と呼ぶ。
検索エンジン最適化は、ウェブページのコンテンツの改変と周辺の要因（ページランク）への対処に分けられる。ただし、やり方が極端だとスパムと判断される。
Googleはウェブサイト向けに検索エンジン最適化のガイドラインを公表している。

### エネルギー消費
Googleによれば、1回の検索クエリで消費されるエネルギーの総計は約1kJまたは0.0003kWhだという。

### マルチ検索
2022年9月28日、スマートフォンで文字と写真を組み合わせて検索できる機能「マルチ検索」を日本語でも展開すると発表した。これまでは英語のみで提供していたが、今後数カ月で70カ国語に広げる。グーグルは人工知能（AI）を活用し、文字だけでなく音声や画像などによる検索機能を拡充させている。

## 機能
Google検索は一連のローカライズされたウェブサイトから成る。その代表が google.com で、世界中で最もアクセス数が多いサイトである。

### 検索構文
Googleの検索エンジンは単純なテキストとしてクエリを受け付け、それを一連の検索語に分割する。検索語は一般に通常の単語であり、それが検索結果に含まれることになる。単語の並びを引用符 (") で囲んで1つの句としたり、ブーリアン演算子を使うこともでき、"+" や "-" を検索語の前につけたり、"site:" のような特殊な演算子を使うこともできる。"検索演算子 - Web Search ヘルプ" にそれらの使用法がある（後述の検索オプションも参照）。
「検索オプション」というウェブフォームを使うと、検索結果を絞り込むための追加情報を入力できる。

### クエリ拡張
Googleでは、送られてきた検索クエリにクエリ拡張を施し、実際に検索結果を得るためのクエリ形式に変換する。ページランク以外にGoogleがどのようなアルゴリズムで検索結果を決めているか詳細は不明だが、次のような変換が行われていることは確かである。
- 検索語の並べ替え: 情報検索においては、結果を得るまでに要する作業量を減らす標準的な技法である。最終的に表示される検索結果はもともとのユーザーが指定した検索語の順序を考慮して順位を決定するため、この変換はユーザーには見えない。
- ステミングという技法を使い、検索語の文法的な派生形を考慮し、検索の質を向上させる[19]。
- クエリ内のスペルミスを修正する限定的な機能もある[20]。

### "I'm Feeling Lucky"
Googleのホームページには "I'm Feeling Lucky" と書かれたボタンがある。ユーザーがこのボタンをクリックすると、ユーザーは検索結果一覧ページをバイパスして検索結果の最上位のページに直接飛ぶことができる（飛ばされかねない）。つまり、ユーザーが自分のことを「ラッキーだと感じている」なら、検索エンジンは最適なページを1つだけ見つけるはずで、検索結果一覧を見るまでもないというのがGoogleの特異な自己主張である。Tom Chavez によれば、Googleはこの機能に年間1億1000万ドルを費やしており、全検索数の1%がこの機能を使ってあらゆる広告をバイパスしている。
2009年10月30日、一部ユーザーはGoogleのメインページから "I'm Feeling Lucky" ボタンも検索ボタンも消えているのを目撃した。ボタンのあった部分には "This space intentionally left blank" というテキストが書かれていた。マウスカーソルをそのページ上に持っていくとテキストは消えるようになっていた。そして通常の検索機能は検索クエリを入力してエンターキーを押すことで実行された。Google側はこれについて「これは単なるテストであって、ユーザーがもっと単純な検索インタフェースを好むかどうかを調査するものだった」と発表した。パーソナライズされたホームページの場合は従来の2つのボタンが表示され、普通に機能していた。
2010年5月21日はパックマン30周年記念の日で、"I'm Feeling Lucky" ボタンは "Insert Coin" と書かれたボタンに置き換えられた。通常はGoogleのロゴが表示されている部分がパックマンのゲーム画面のようになっていて、このボタンを押すと実際にプレイすることができた。もう一度ボタンを押すと、対戦モードになる。
2014年7月、Googleは、ユーザーは質問する前に答えを望んでいると考えるが、"I'm Feeling Lucky"は、名前が良くなかった為うまくいかなかったと述べた。

### リッチスニペット
2009年5月12日、Googleは hCard、hReview、hProduct といったマイクロフォーマットを解析し、それらを検索結果に反映させることを発表した。これをGoogleは「リッチスニペット」と呼ぶ。

### 特殊機能
主たる検索エンジン機能の他にGoogle検索には22種類以上の「特殊機能」がある（トリガーとなる単語を入力することで起動する）。
- 天気 - 現在の天気、気温、風、湿度、天気予報などを多くの都市について表示する[6]。「天気」と入力し、それに続いて地名を入力する。アメリカの場合はZIPコードでもよい。
- 株価 - 会社名を指定すると、その株価情報を表示する[6]。英語版では単にティッカーシンボルを入力するか、その後に"stock" を後に付ければよい（例えば、CSCO、MSFT、IBM stock、F stock など）。当日の株価のグラフまたは5年間の株価のグラフなどが表示される。なお、ストックティッカーと必ずしも判断できない単語の場合、単独ではこの機能は働かない。
- 時刻 – 英語版では "time" の後に都市名を入力することで、その都市の現在時刻を表示する[26]。
- スポーツの結果 - スポーツのチーム名（"阪神タイガース" など）を入力すると、試合結果や次の試合予定などが表示される[6]。
- 単位変換 - 「180mをヤードで」などと入力すると換算結果を表示する[6]。
- 通貨換算 - 「15000円を米ドルに」などと入力すると換算結果を表示する[6]。通貨名は ISO 4217 に定義されているコードでもよい。
- 電卓 - 式を入力すると計算結果を表示する[6]。例えば "6*77 +pi +sqrt(e^3)/888 plus 0.45" などと入力する。単位変換や通貨換算と組み合わせた計算も可能。例えば "(3 EUR/liter) / (40 miles/gallon) in USD / mile" という式は、1ガロンで40マイル走行できる燃費で、1リットル3ユーロなら、米ドル換算で1マイルにかかるコストがいくらなのかを計算する。キャレット記号 "^" はべき乗を表す。パーセント表記（"40% of 300"）も可能[7]。
- 数値範囲検索 - ドットを2つ並べ前後に数を書くと（70..73 あるいは 90..100）、数値の範囲として扱い、その範囲内の任意の数にマッチする[7]。負数は除外を意味するダッシュ記号と解釈されるため、機能しない。
- 辞書検索 - 単語や語句の定義を探す。"define" の後に単語などを入力する[26]。日本語版では「英和」および「和英」もある[6]。
- 地図 - 地名に続けて「地図」または "map" と入力すると、その場所の地図を表示する[6]。アメリカではZIPコードでもよい。
- 映画検索 - 「映画」または「上映」と入力して上映中の映画の題名を入力すると、その映画の近所での上映スケジュール、レビューなどが表示される[6]。それ以前の検索で特定の地名を検索していると、その地域での上映スケジュールがトップに表示される。
- 公的データ - 英語版では "population"（人口）や "unemployment rate"（失業率）の後に地名（国名）を入力すると、それらのグラフが表示される[26]。
- 航空便 - 英語版では航空会社名と便名（番号）を入力すると、出発時刻や到着時刻などが表示される（例えば "American airlines 18"）[26]。
- 荷物の配達状況 - 英語版ではロイヤルメール、UPS、フェデックス、USPSの荷物の伝票番号を入力することで配送状況が確認できる。日本語版では「ヤマト」の後に伝票番号を入力することでヤマト運輸の配達状況が確認できる[6]。
- 特許番号 - 英語版では "patent" の後に特許番号を入力すると特許を検索できる[6]。
- 類義語検索 - 英語版ではチルダ記号(~)を先頭に付けると、類義語を含めて検索する[26]。
- アメリカ合衆国連邦政府のウェブサイト群を対象とした検索をするサイトとして www.google.com/unclesam がある。
- その他 - 検索とはまったく関係のないお遊び機能。「do a barrel roll」と入力すると画面がくるりと1回転する、「tilt」と入力すると画面が少し傾く、など。

### 検索オプション
Googleヘルプセンターが保守しているウェブページ群には、15種類以上の検索オプションが紹介されている。まず、次のような演算子がある。
- OR  – 2つの検索語のどちらかに関連するページを検索する。例えば 「price high OR low」 とすれば 「price」 と共に 「high」 あるいは 「low」 が関連するページを検索する。
- -  – 連続する単語を除外して検索する。例えば 「apple -tree」 とすれば、「tree」 がなく 「apple」 があるページを検索する。
- *  – ワイルドカード演算子であり、他の単語の並びに任意の語が含まれてもよい場合に使う。
- "〜" - 検索文字列を「"〜"」で囲むと、その文字列の順に語が出現することを強制できる。例えば 「"Name of the Game"」 とすれば、これをひとかたまりとみなした文字列「Name of the Game」が含まれているページを検索する。かつての+演算子の機能を拡張したもの。

※かつての+演算子は「"〜"」に統合され一時期それについての警告が出ていた。廃止後はGoogle+などにマッチする一般の文字として認識されるようになった。
次のようなクエリオプションもある。
- define: – クエリの先頭に 「define:」 と付けると、その後に書かれた単語群の定義[27]を探す。
- stocks: – 続く単語列を株式市場での銘柄略称[27]として扱う。
- site: – 続いて指定したドメイン内でのみ検索する[27]。例えば 「site:www.example.com wikipedia」 とすると、www.example.com 内の「wikipedia」という単語を検索してくれる。「site:com」 と記述すると、全ての 「.com」 ドメインを対象とする（「site:」 の後に空白を入れてはいけない）。
- allintitle: – ページのタイトルのみを検索対象とする[27]。本文内に検索語があってもヒットしない。
- intitle: – ウェブページのタイトルでのみ検索する語の前に前置する。例えば 「intitle:google search」 とすると、タイトルに 「google」 があり、本文も含めて 「search」 があるページを検索する（「intitle:」 の後に空白を入れてはいけない）。
- allinurl: – URLそのものを検索対象とする[27]。
- inurl: – URLに含まれるべき単語に前置する[27]。他の単語はどこで一致してもよい。例えば 「inurl:acme search」 とすると、URLに「acme」を含み、その他すべての条件の中で「search」に一致する（「inurl:」 の後に空白を入れてはいけない）。

表示およびクエリの種類に関するオプションとして次のものがある。
- cache: – キャッシュされた文書内で検索語を強調表示する。例えば 「cache:www.google.com xxx」 とすれば、「xxx」 という単語が強調表示されたキャッシュが表示される。
- link: – 指定したウェブページへのリンクを持つウェブページを一覧表示する。 「link:www.google.com」 とすれば、Googleのホームページにリンクしているページの一覧を表示する。
- related: – 指定したウェブページに「似ている」ウェブページを一覧表示する。
- info: – 指定したウェブページについてのバックグラウンド情報を表示する。「info:www.google.com」 などとする。表示されるのは、そのページのキャッシュされているテキスト部分の先頭（160バイト程度、通常の検索結果の場合と同じ）と、それに関連した各種検索へのリンクである。
- filetype: - 指定した種類のファイルのみを表示する。例えば filetype:pdf として検索語を記述すれば、PDFファイルのみが一覧表示される。

Google検索は、ウェブページ内のHTMLコードを検索対象としており、画面上の見た目を対象としているわけではない。見た目の単語の並びはHTMLソース上では異なる場合もある。

### エラーメッセージ
検索によっては403（アクセス禁止）エラーとなり、次のようなエラーメッセージが表示される（英語版）。

"We're sorry...
   ... but your query looks similar to automated requests from a computer virus or spyware application. To protect our users, we can't process your request right now.
   We'll restore your access as quickly as possible, so try again soon. In the meantime, if you suspect that your computer or network has been infected, you might want to run a virus checker or spyware remover to make sure that your systems are free of viruses and other spurious software.

    We apologise for the inconvenience, and hope we'll see you again from all of the team here at Google."
このとき、CAPTCHAのプロンプトが表示されることもある。
この画面は2005年に初めて目撃された。Google向けの検索エンジン最適化を行っていた企業が検索結果を確認するために頻繁にGoogle検索を使っていて遭遇したという。このメッセージは単一のIPアドレスから大量の検索要求を受け付けた際に表示されるもので、Cookieを使っている。
2009年6月、マイケル・ジャクソンが亡くなると多くのユーザーがGoogle検索に殺到したため、GoogleはこれをDoS攻撃と誤解し、上記エラーメッセージが多数目撃される事態となった。

#### 2009年1月のマルウェア・バグ
Googleは、悪意あるソフトウェアをこっそりユーザーのコンピュータにインストールしようとすることが知られているサイトについて、検索結果に "This site may harm your computer" と表示する。2009年1月31日の約40分間、あらゆる検索結果がマルウェアだと分類されてしまい、上記メッセージが表示される代わりに検索されたページにクリックで飛ぶことができなくなった。このバグは人為的なものである。Googleは悪意あるサイトの一覧を保持しており、そこにあらゆるURLに拡張可能な "/" を誤って追加したことが原因だった。

### ロゴの変化
Googleは検索ページに表示しているロゴを時折変えることがあり、これをGoogle Doodle（「いたずら書き」の意）と呼ぶ。変更されたロゴをクリックすると、関連する話題の検索結果ページが表示される。また、ロゴにマウスをかざすと、説明がみられる。最初の例は1998年のバーニングマン祭だった。他にもアルベルト・アインシュタインのような有名人の誕生日、レゴブロック50周年のような記念日、バレンタインデーのような祝日にロゴが変更されてきた。また、ゲーム機能を備えたロゴが表示されることもある。例えば、2020年のハロウィーンの際のDoodleには、記号をかいておばけを退治するというゲームがあった。

### Google Caffeine
2009年8月、Googleは新たな検索アーキテクチャ "Caffeine" の公開を発表した。この新アーキテクチャはFacebookやTwitterなどのサービスから更新情報を素早く導入して最新の情報を検索結果に反映させるものである。Google側はこれを使ってもユーザーがすぐに変化に気づくことはないとしつつ、開発者らにサンドボックスで新しい検索のテストをしてほしいとしている。検索エンジン最適化に影響する差異としては、キーワードの重み付けが大きくなり、ドメインの運用期間が重視されるようになった点を挙げている。この動きはマイクロソフトが検索サービスを一新してBingと改称したことへの対応と見られた。2010年6月8日、GoogleはCaffeineの完成を発表し、索引の更新を継続的に行うことで従来より50%新鮮な検索結果がえられるようになったとしている。

### 暗号化検索
2010年5月、GoogleはSSLで暗号化したウェブ検索サービスを公開した。2012年3月には、このHTTPS検索が標準となった。HTTPS化された検索サービスにはhttps://www.google.co.jpでアクセス可能。

### Google+との連携
2012年1月、一般検索結果にGoogle+内の投稿・登録ユーザー名等が表示される機能が加わった。しかし競合するFacebookやTwitterと比べて利用者数が非常に少ないにもかかわらず自社のサービスを偏重していると批判を招いた。GoogleはTwitterと提携したリアルタイム検索を提供していたが、2011年7月に契約切れのため停止したことや、FacebookはマイクロソフトのBingと提携していることが背景に挙げられる。

### 隠しコマンド
検索機能には隠しコマンドとしてイースターエッグが数多く存在する。

## モバイルGoogle検索
モバイルアプリケーション用のGoogle検索は、iOS、Android、Windows Phone 8向けに提供されている。ウェブ版と同様に、Google検索と音声検索が行える。モバイル版の特徴として、Playムービーで購入したコンテンツや連絡先など、端末内の情報を検索する機能を備える。iOSとAndroid向けにはGoogle Nowをサポートしており、ユーザーの行動に基づいて最適な情報をカードで表示するようになっている。
画面に触れずにGoogle検索を立ち上げる手段として、「OK,Google」という音声コマンドを備える。マイクに向かって「OK,Google」と話しかけることで、Google検索アプリケーションが立ち上がる。2014年7月1日より、「OK,Google」コマンドが日本語に対応した。
2020年10月15日には、「Hum to Search」というサービスが開始。
Googleの検索アルゴリズムである、「Hummingbird」を用いることで、検索機能を使って鼻歌や口笛などで楽曲を検索することができる。Googleの検索窓にある、マイクボタンをタップし、「曲を検索」をタップすることで、検索することができる。

## 国際対応
Googleは多数の言語に対応し、それぞれの国向けにローカライズしている。

### 対応言語
| - アイスランド語 - アイルランド語 - アカン語 - アゼルバイジャン語 - アチョリ語 - アフリカーンス語 - アムハラ語 - アラビア語 - アルバニア語 - アルメニア語 - イタリア語 - イディッシュ語 - イボ語 - インターリングア語 - インドネシア語 - ウイグル語 - ウェールズ語 - ウクライナ語 - ウズベク語 - ウルドゥー語 - 英語 - エウェ語 - エストニア語 - エスペラント語 - オック語 - オランダ語 - オリヤー語 | - オロモ語 - カザフ語 - カタルーニャ語 - ガリシア語 - カンナダ語 - キコンゴ語 - ギリシア語 - キルギス語 - グアラニー語 - グジャラート語 - クメール語 - グルジア語 - クレオール語 - クレオール語（シエラレオネ） - クレオール語（モーリシャス） - クロアチア語 - ケチュア語 - コサ語 - コルシカ語 - ジャワ語 - ショナ語 - シンド語 - シンハラ語 - スウェーデン語 - スコットランド・ゲール語 - スペイン語 - ズールー語 - スロバキア語 | - スロベニア語 - スワヒリ語 - スンダ語 - セソト・サ・レボア語 - セブアノ語 - セルビア語 - セルビア・クロアチア語 - ソト語 - ソマリ語 - ソラニー語 - タイ語 - タタール語 - タジク語 - タミル語 - チェコ語 - 日本語 - 韓国語 - 中国語 - ツワナ語 - ティグリニャ語 - テルグ語 - デンマーク語 - ドイツ語 - トウィ語 - トゥンブカ語 - トルクメン語 - トルコ語 - トンガ語 - ニャンジャ語 - 西フリジア語 - ニーノシュク語 | - ネパール語 - ノルウェー語 - ハイチ語 - ハウサ語 - ハワイ語 - パシュトー語 - バスク語 - バリ語 - パンジャーブ語 - ピジン語 - ビハール語 - ヒンディー語 - フィリピン語 - フィンランド語 - フェロー語 - ブラジルポルトガル語 - フランス語 - ブルガリア語 - ブルトン語 - ベトナム語 - ヘブライ語 - ベラルーシ語 - ペルシア語 - ベンガル語 - ベンバ語 - ボスニア語 - ポーランド語 | - ポルトガル語 - マオリ語 - マケドニア語 - マジャール語 - マダガスカル語 - マラーティー語 - マラヤーラム語 - マルタ語 - マレー語 - モルドバ語 - モンゴル語 - モンテネグロ語 - ラーオ語 - ラテン語 - ラトビア語 - リトアニア語 - リンガラ語 - ルガンダ語 - ルバ語 - ルーマニア語 - ルワンダ語 - ルンディ語 - ロジ語 - ロシア語 - ロマンシュ語 - ヨルバ語 - ンコレ語 |

他にも次のようなユーモアのある言語にも対応している。
- Bork,bork,bork!
- Elmer Fudd
- Hacker
- Klingon
- Pirate

- Aurebesh

### ドメイン名
メインURL Google.com に加え、Google Inc. は各国の160のドメイン名を所有しローカライズに活用している。アメリカの企業であるため、メインのドメイン名はアメリカ国内向けと見なすことができる。
Googleが登録しそこねたドメイン名はサイバースクワッティングの対象となっている。例えば、ウクライナのGoogleのドメイン名は "google.com.ua" であり、"Google.ua" は占拠されていた（2012年6月現在では google.ua は google.com.ua へのリダイレクトとなっている）。

## 関連する検索サービス
ウェブページの検索に加えて、Googleでは画像、ネットニュース、ニュースグループ、ニュース、動画などの検索サービスや、ローカル検索（場所指定検索）、地図検索などのサービスも提供している。2006年には、250億以上のウェブページ、13億以上の画像、10億以上のネットニュース上のメッセージに索引付けをし、毎日4億回の検索を処理していた。また、索引付けしたコンテンツの大部分のキャッシュを保持している。他にも Googleニュース、Google マップ、Google Earth、Google ドキュメント、Picasa、Panoramio、YouTube、Google翻訳、Googleデスクトップ検索といったサービスやツールを提供している。
検索とは直接関係しないサービスやツールも提供している。例えば Gmail はWebメールアプリケーションである。Google Browser Sync も直接的には検索とは関係しない。

## その他
google.comに似た、goggle.comというウイルスサイトもある。